# Letov Š-18

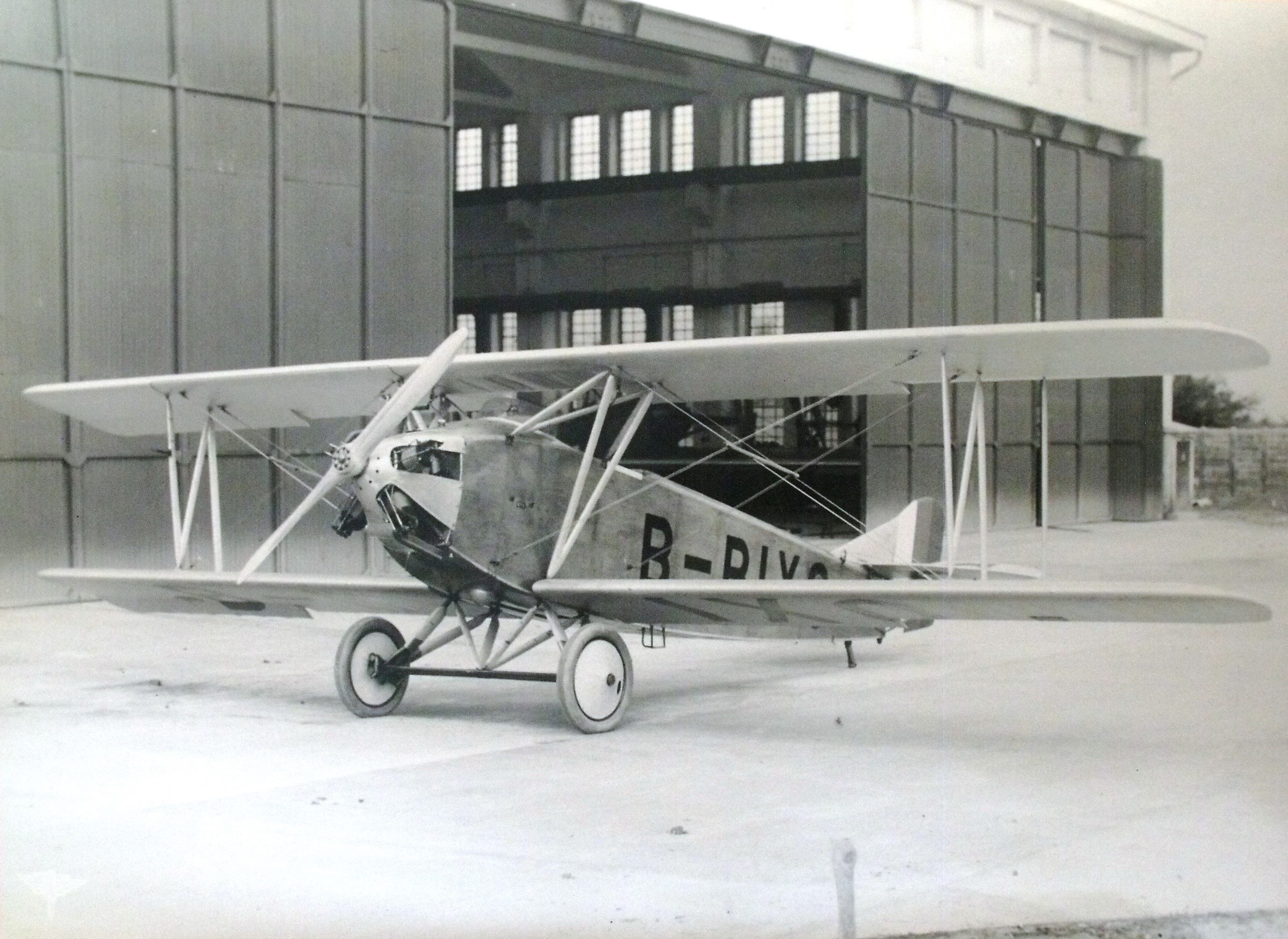
Letov Š-18

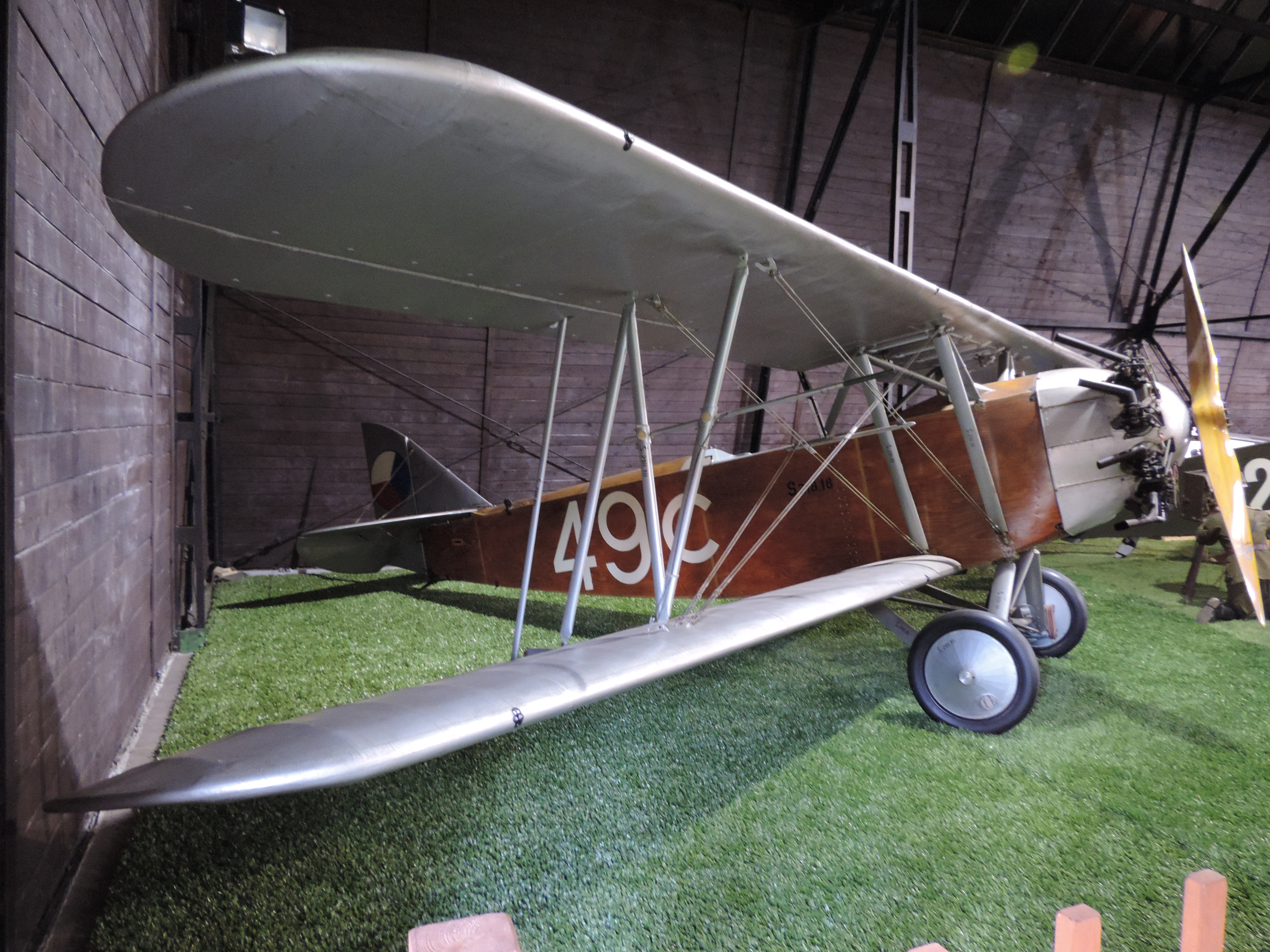
Letov Š-218 im Luftfahrtmuseum Kbely

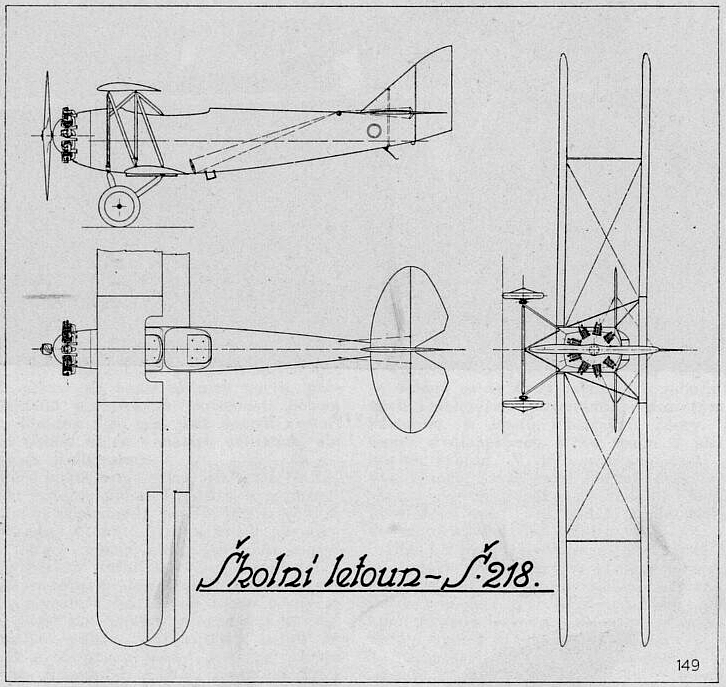
Dreiseitenriss Letov Š-218

Bei dem Flugzeug Letov Š-18 handelt es sich um einen einmotorigen, zweisitzigen Doppeldecker, der in der Tschechoslowakei als Schulflugzeug entwickelt wurde.

## Geschichte
Der Erstflug der Maschine fand im Jahre 1925 statt. Die Konstruktion stammte von Alois Šmolík. Die Maschine war recht erfolgreich und verkaufte sich gut an private Besitzer und auch an Fliegerclubs. Neben der Grundvariante gab es auch noch den Typ Š-118, der mit einem Walter NZ-85 (63 kW) ausgerüstet war. Einige Maschinen wurden nach Bulgarien exportiert. Sie wurden in den Jahren 1925 bis 1930 auch von der tschechoslowakischen Luftwaffe als Anfängerschulflugzeug eingesetzt.
Eine vollständige Neukonstruktion der Zelle führte zur Š-218, deren Rumpf als Stahlrohrkonstruktion ausgeführt war. Der Erstflug dieses mit einem Walter NZ-120 (88 kW) ausgerüsteten Typs fand 1926 statt.
Im Jahre 1930/31 wurden zehn Maschinen des Typs Š-218 nach Finnland exportiert. Dort wurde in Lizenz eine weitere Serie von 29 Maschinen gebaut, die – mit einem 110 kW leistenden Bramo-Sternmotor ausgerüstet – eine Höchstgeschwindigkeit von 154 km/h erreichen konnten.

## Konstruktion
Das Fahrwerk war starr und verfügte über einen Hecksporn. Die Ursprungsversion besaß einen Holzrumpf. Die Tragflächen waren verspannt und mit N-Stielen verstrebt.

## Militärische Nutzer
- Bulgarien
- Finnland
- Tschechoslowakei

## Technische Daten
| Kenngröße             | Daten (Letov Š-18)                            | Daten (Letov Š-218)                             |
| --------------------- | --------------------------------------------- | ----------------------------------------------- |
| Besatzung             | 2                                             | 2                                               |
| Länge                 | 6,68 m                                        | 6,90 m                                          |
| Flügelspannweite      | 10,00 m                                       | 10,00 m                                         |
| Höhe                  | k. A.                                         | k. A.                                           |
| Tragflügelfläche      | 16,30 m²                                      | 16,30 m²                                        |
| Flächenbelastung      | 34 kg/m²                                      | 36,5 kg/m²                                      |
| Leermasse             | 345 kg                                        | 510 kg                                          |
| Startmasse            | 555 kg                                        | 742 kg                                          |
| Antrieb               | ein Sternmotor Walter NZ-60 mit 44 kW (60 PS) | ein Sternmotor Walter NZ-120 mit 88 kW (120 PS) |
| Höchstgeschwindigkeit | 140 km/h                                      | 150 km/h                                        |
| Reisegeschwindigkeit  | 105 km/h                                      | 120 km/h                                        |
| Steigzeit             | 10 min auf 1000 m Höhe                        | 5,30 min auf 1000 m Höhe                        |
| Reichweite            | 325 km                                        | 375 km                                          |
| Dienstgipfelhöhe      | 3500 m                                        | 4000 m                                          |